# Comté de Lockhart
Pour les articles homonymes, voir Lockhart.
Le comté de Lockhart (en anglais : Lockhart Shire) est une zone d'administration locale située dans l'État de Nouvelle-Galles du Sud en Australie.

## Géographie
Le comté s'étend sur 2 895 km2 dans l'est de la Riverina au sud de la Nouvelle-Galles du Sud. Il comprend les localités rurales de Lockhart, Milbrulong, Pleasant Hills, The Rock et Yerong Creek.

## Démographie
| Année | Population |
| ----- | ---------- |
| 2011  | 2 998      |
| 2016  | 3 119      |
| 2021  | 3 319      |

## Histoire
La localité de Lockhart est fondée dans les années 1850 et le comté est créé par la loi de 1906 sur l'administration locale de l'État.
En 2015, le gouvernement de Nouvelle-Galles du Sud propose de fusionner le comté de Lockhart avec ceux de Corowa et d'Urana pour former une seule zone d'administration locale. L'année suivante, seuls ces deux derniers sont fusionnés au sein du conseil de Federation alors que celui de Lockhart est maintenu.

## Politique et administration
Le conseil comprend neuf membres élus pour quatre ans, qui à leur tour élisent le maire pour deux ans. Le 4 décembre 2021, 9 indépendants ont été élus.

### Liste des maires
| Période                                  | Période      | Identité        | Étiquette   | Qualité |
| ---------------------------------------- | ------------ | --------------- | ----------- | ------- |
| Les données manquantes sont à compléter. |              |                 |             |         |
| septembre 2016                           | janvier 2022 | Rodger Schirmer | Indépendant |         |
| 10 janvier 2022                          | en cours     | Greg Verdon     | Indépendant |         |